# Ken Bowersox
Kenneth Duane „Ken“ Bowersox (* 14. November 1956 in Portsmouth, Virginia, USA) ist ein NASA-Funktionär und ehemaliger US-amerikanischer Astronaut.

## Ausbildung
Bowersox wuchs in Bedford (Indiana) auf, verließ 1974 die High School und besuchte die United States Naval Academy in Maryland. Mit einem Bachelor als Luft- und Raumfahrtingenieur beendete er 1978 sein Studium. Im gleichen Jahr erhielt er sein Offizierspatent der US-Navy, dem ein Maschinenbaustudium mit einem Master-Abschluss 1979 an der Columbia University folgte.

## Militärlaufbahn
Anschließend wurde Bowersox zum Marinepiloten ausgebildet. 1981 wurde er dem Angriffsgeschwader 22 zugeteilt, dessen Mitglieder sich „Fighting Redcocks“ nennen. Stationiert auf dem Flugzeugträger Enterprise flog er Einsätze mit der Vought A-7E „Corsair II“. Unter anderem patrouillierte die Einheit zwischen September 1982 und Mai 1983 im Pazifik.
Bowersox besuchte die Testpilotenschule der US-Luftwaffe auf der Edwards Air Force Base und legte 1985 das Examen ab. Danach war er am Waffenerprobungszentrum der Marine am Rande der Mojave-Wüste tätig. Anderthalb Jahre arbeitete er in China Lake als Testpilot mit Maschinen des Typs A-7E und McDonnell Douglas F/A-18.

## NASA-Tätigkeit
Bowersox kam mit der zwölften Astronautengruppe im Juni 1987 zur NASA. Er war einer von sieben Anwärtern für die Position des Shuttle-Piloten. Die einjährige Grundausbildung war im Herbst 1988 beendet.

### STS-50
Ende 1990 wurde Bowersox, der den Spitznamen „Sox“ trägt, für seinen Erstflug in die erdnahe Umlaufbahn aufgestellt. Ursprünglich sollte er in der Funktion eines Missionsspezialisten auf STS-50 tätig sein. Als Pilot John Casper einem anderen Flug zugeteilt wurde, übernahm Bowersox dessen Platz. Die Mission fand im Sommer 1992 statt und trug die Bezeichnung „United States Microgravity Laboratory“ (USML). Bei dem mit 13 Tagen und 19 Stunden bis dahin längsten Shuttle-Flug wurden Experimente aus den Bereichen Materialwissenschaften, Verfahrenstechnik und Flüssigkeitsphysik durchgeführt.

### STS-61
Bowersox' zweiter Einsatz als Pilot erfolgte mit STS-61 im Dezember 1993. Es war die erste Reparaturmission des Hubble-Weltraumteleskops (HST). Der Hauptspiegel des dreieinhalb Jahre zuvor gestarteten Observatoriums war fehlerhaft, was zu unscharfen Bildern führte. Fünf Außenbordarbeiten (EVAs) und vier Astronauten waren erforderlich, um das Korrekturinstrument COSTAR und die WF/PC-II-Kamera zu installieren. Ferner wurden die Solarpaneele zur Stromversorgung des HST ersetzt.

### STS-73
Drei Jahre nach dem ersten USML-Unternehmen wurde im Oktober/November 1995 die Folgemission durchgeführt. Bowersox wurde zum Kommandanten von STS-73 berufen. Viele der durchgeführten Experimente auf dem 16-tägigen Spacelab-Flug waren schon auf STS-50 dabei.

### STS-82
STS-82 war der zweite HST-Reparaturflug. Diesmal leitete Bowersox die zehntägige Mission im Februar 1997. Wie bei STS-61 wurden fünf EVAs durchgeführt (nur vier waren geplant). Neben einem Bandrekorder, der durch einen Kernspeicher ersetzt wurde, erhielt das HST die Infrarotkamera NICMOS und das Spektroskop STIS. Dafür wurden zwei Spektrografen ausgebaut.
Ende 1997 wurde Bowersox zum Kommandanten der dritten Stammbesatzung der Internationalen Raumstation (ISS) ernannt. Er trainierte mit seinen russischen Kollegen Deschurow und Tjurin bis zwei Jahre später überraschend Astronaut Culbertson die Stelle von Bowersox übernahm.

### ISS-Expedition 6
Seit dem Frühjahr 2001 bereitete sich Bowersox als Kommandant der ISS-Expedition 6 für einen halbjährigen Einsatz auf der Raumstation vor. Zusammen mit Don Pettit und Nikolai Budarin startete er mit der Shuttle-Mission STS-113 Ende November 2002 in Richtung ISS. Mit Bordingenieur Pettit unternahm er zwei Ausstiege: Mitte Januar 2003 arbeiteten sie am P1-Träger und nahmen Anfang April Wartungsarbeiten vor. Ursprünglich war vorgesehen, im März 2003 mit STS-114 die 7. Stammbesatzung zur Ablösung von Bowersox und seiner Mannschaft zur ISS zu bringen und die drei Astronauten anschließend an Bord der Discovery wieder nach Hause zu bringen. Aufgrund des Columbia-Unglücks am 1. Februar 2003 und der dadurch temporären Aussetzung des Shuttle-Programms kehrten die drei Raumfahrer jedoch schließlich nach 156 Tagen im All am 4. Mai 2003 an Bord von Sojus TMA-1 zur Erde zurück.
Bowersox steht seit März 2004 dem Flight Crew Operations Directorate vor und entscheidet über die Zusammensetzung von Raumflugmannschaften bei der NASA.

### NASA-Management
Bowersox war bis Juli 2019 stellvertretender Leiter der bemannten Raumfahrt der Vereinigten Staaten, dann bis Dezember 2019 kommissarischer Leiter dieses NASA-Bereichs. Nach dem Rücktritt von Douglas Loverro im Mai 2020 übernahm Bowersox erneut kommissarisch die Leitungsfunktion. Der Inhaber dieses Amts ist unter anderem für die amerikanische Sektion der Internationalen Raumstation, für das Commercial-Crew-Programm und für das Artemis-Mondflugprogramm verantwortlich.

## Privates
Er und seine vier Jahre jüngere Frau Ann haben drei Söhne.
In der Sitcom Hör mal, wer da hämmert trat er drei Mal als er selbst auf.